# Ivanka Mežan
Ivanka Mežan est une actrice yougoslave puis slovène.

## Biographie
Ivanka Mežan est née le 18 juin 1926 à Maribor. Elle s'est d'abord produite sur la scène du théâtre national slovène dans le territoire libéré de Črnomelj en 1944, puis s'est inscrite à l'Académie des arts du spectacle de Ljubljana. Entre 1945 et 1979, elle a été membre régulière du Ljubljana Drama, et après sa retraite, elle a également joué régulièrement dans d'autres théâtres slovènes. Elle s'est d'abord imposée avec des rôles de jeunes femmes dans des drames classiques et contemporains slovènes et étrangers, puis a endossé des personnages féminins de plus en plus exigeants et matures. Elle a également beaucoup joué dans des films slovènes.

## Galerie

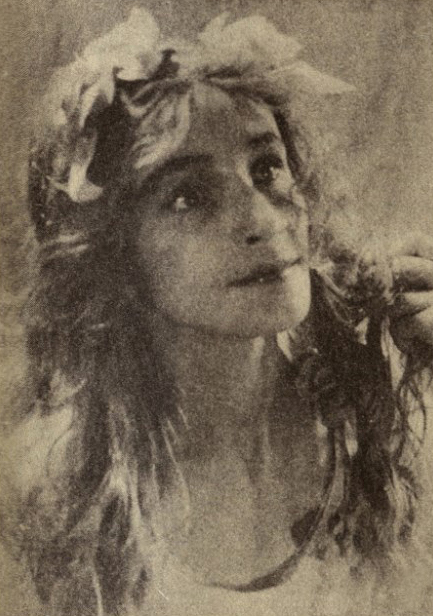
En 1948 avec le SNG Drama Ljubljana pour Hamlet
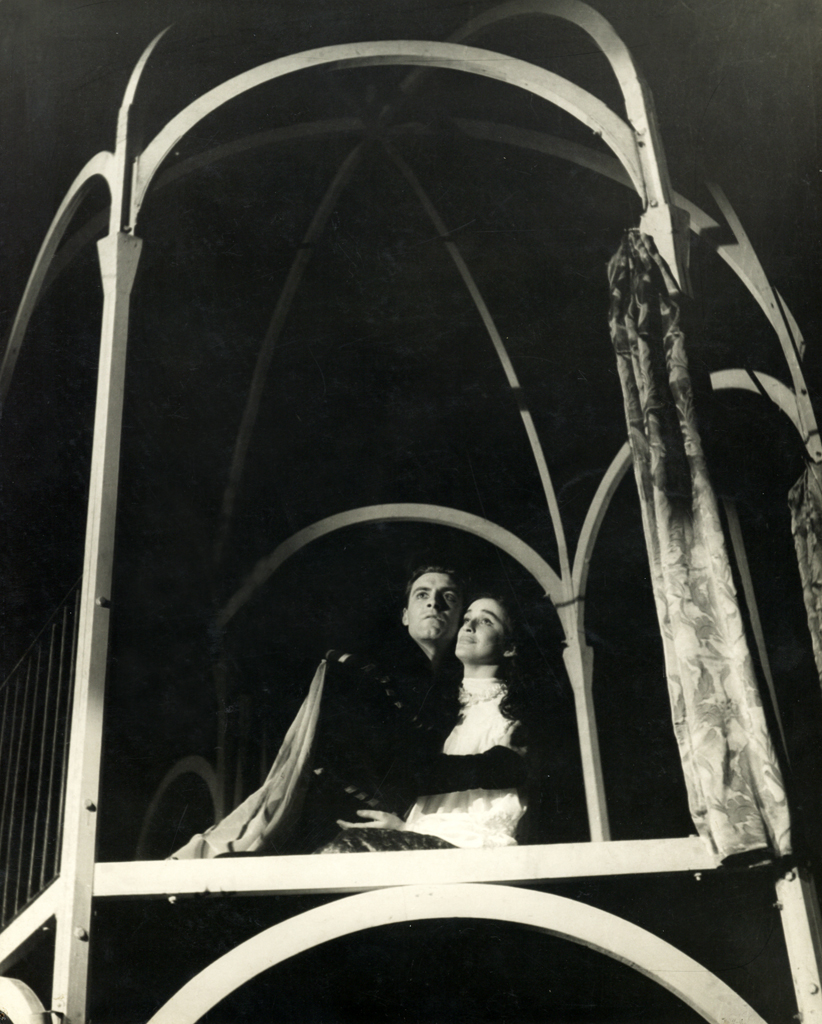
En 1954 dans Roméo et Juliette avec Boris Kralj (sh)
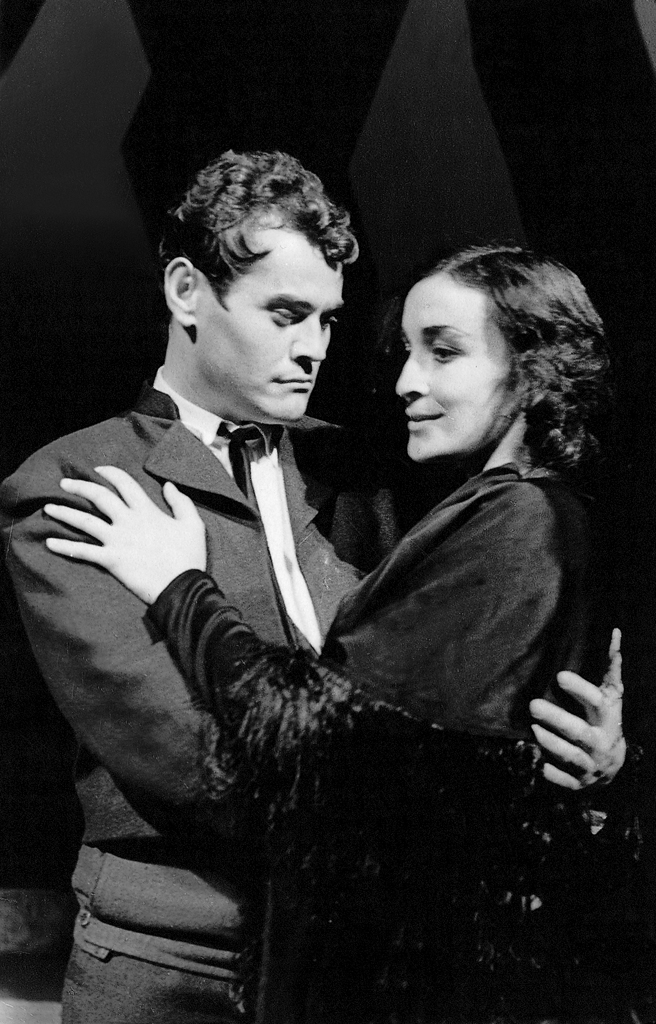
En 1955 dans Noces de sang de Federico García Lorca
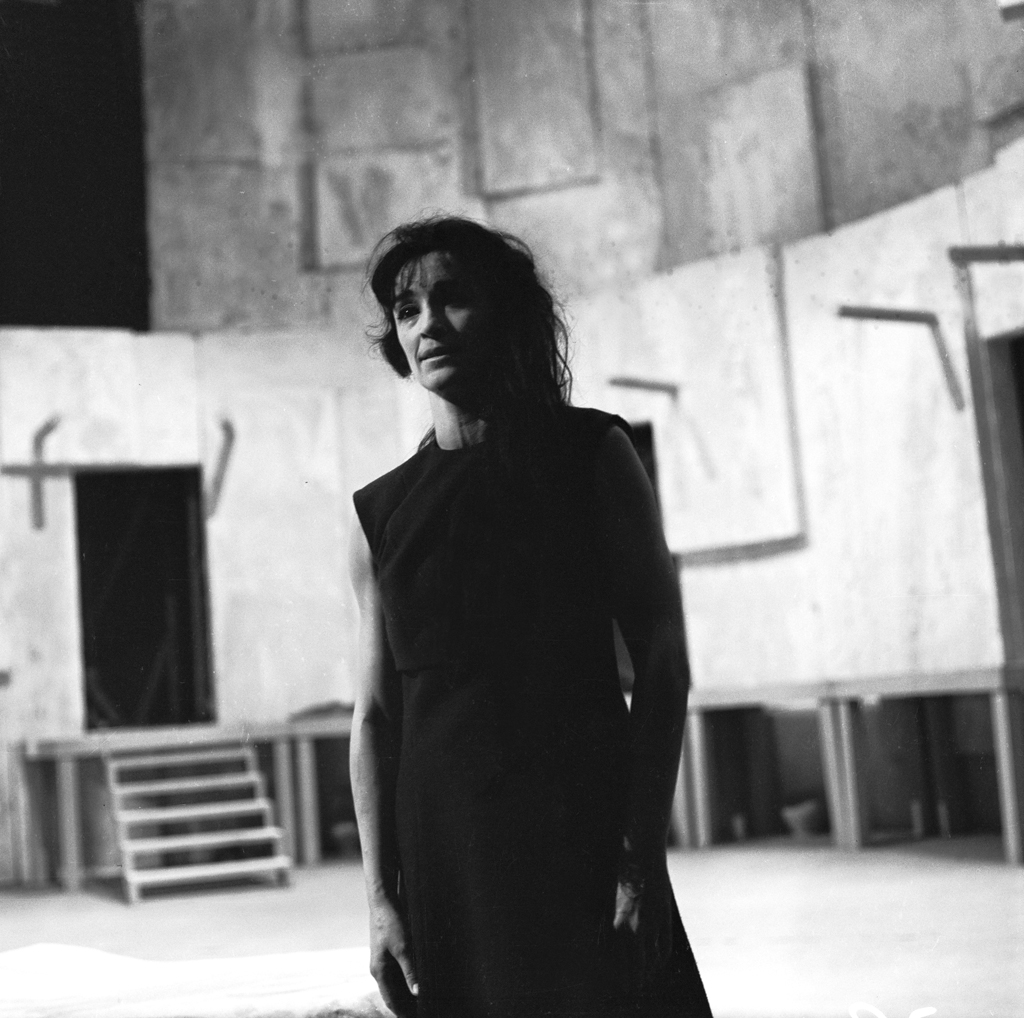
En 1968 dans Achille, Oreste

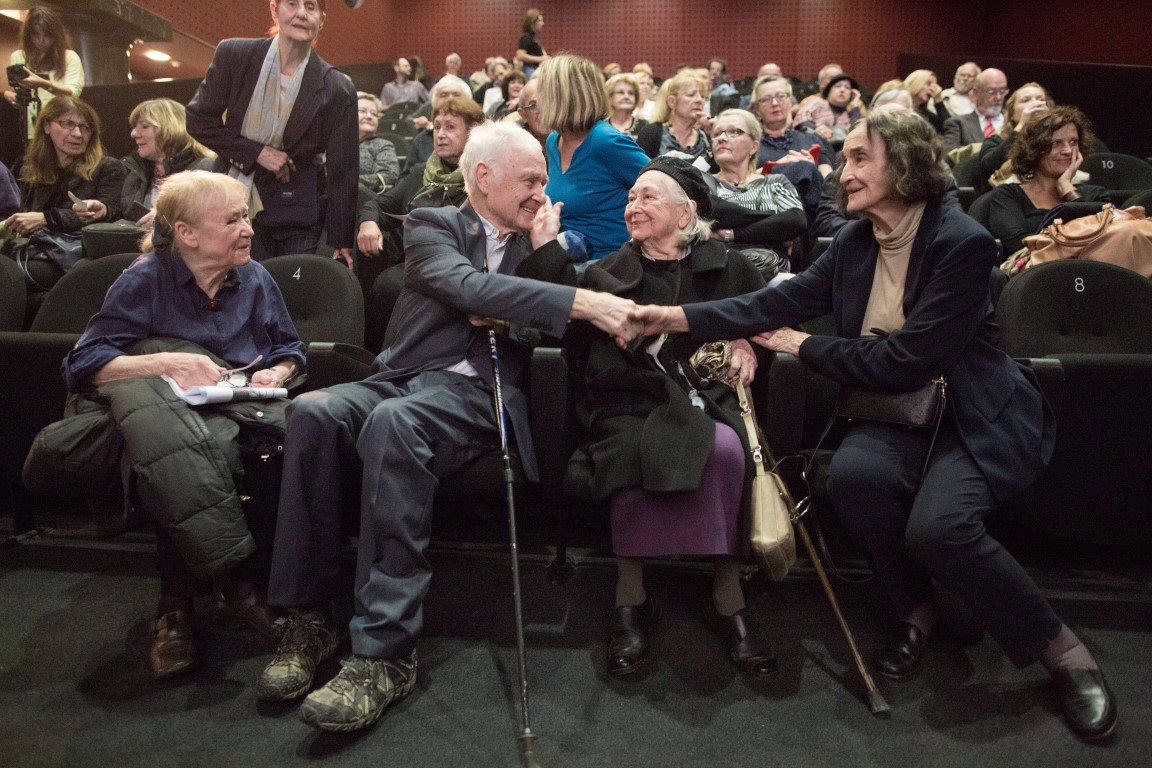
En 2016 avec Štefka Drolc (en)
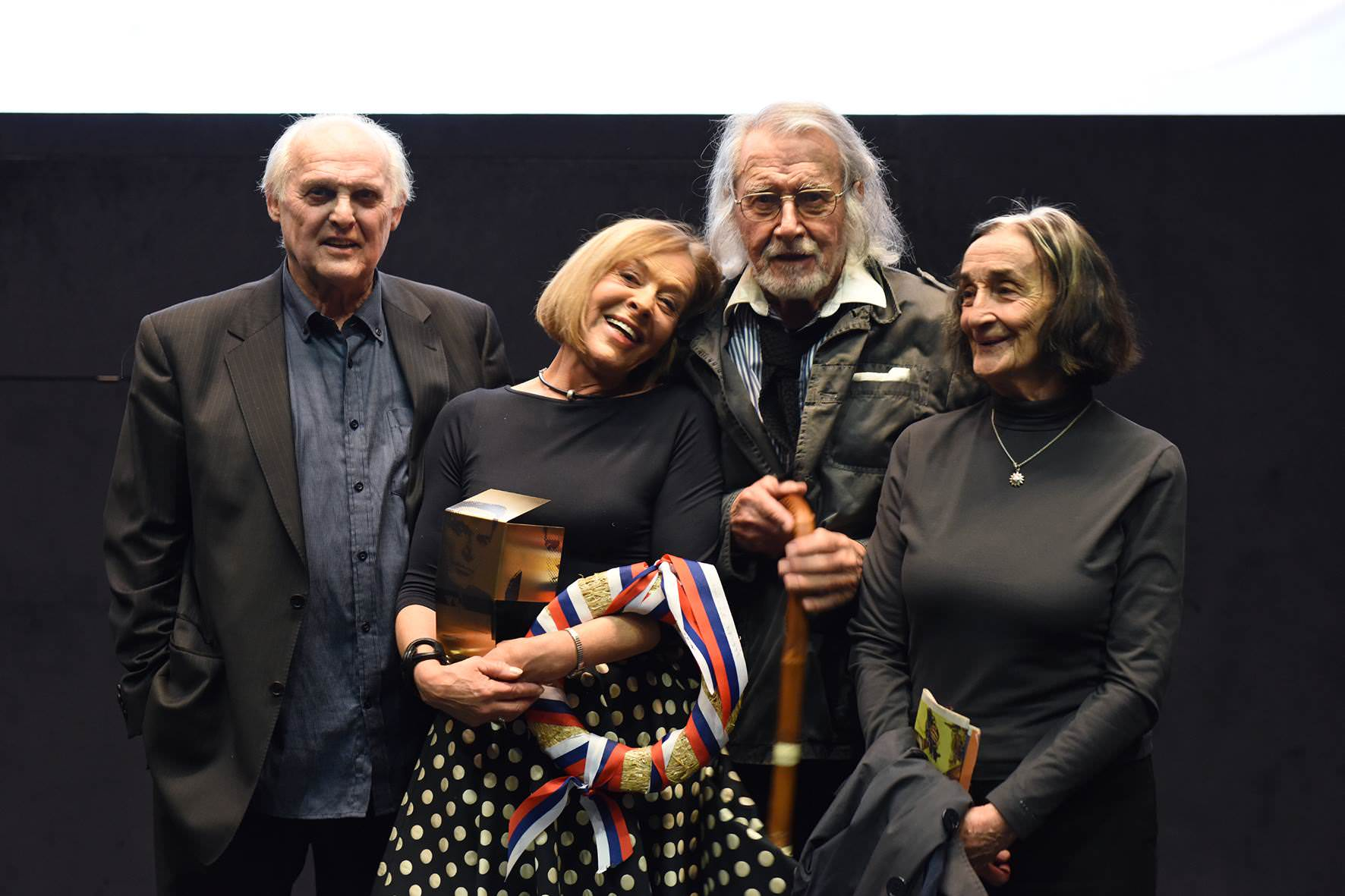
Avec Radko Polič (en), Milena Zupančič (en) et Miha Baloh (en) en 2016
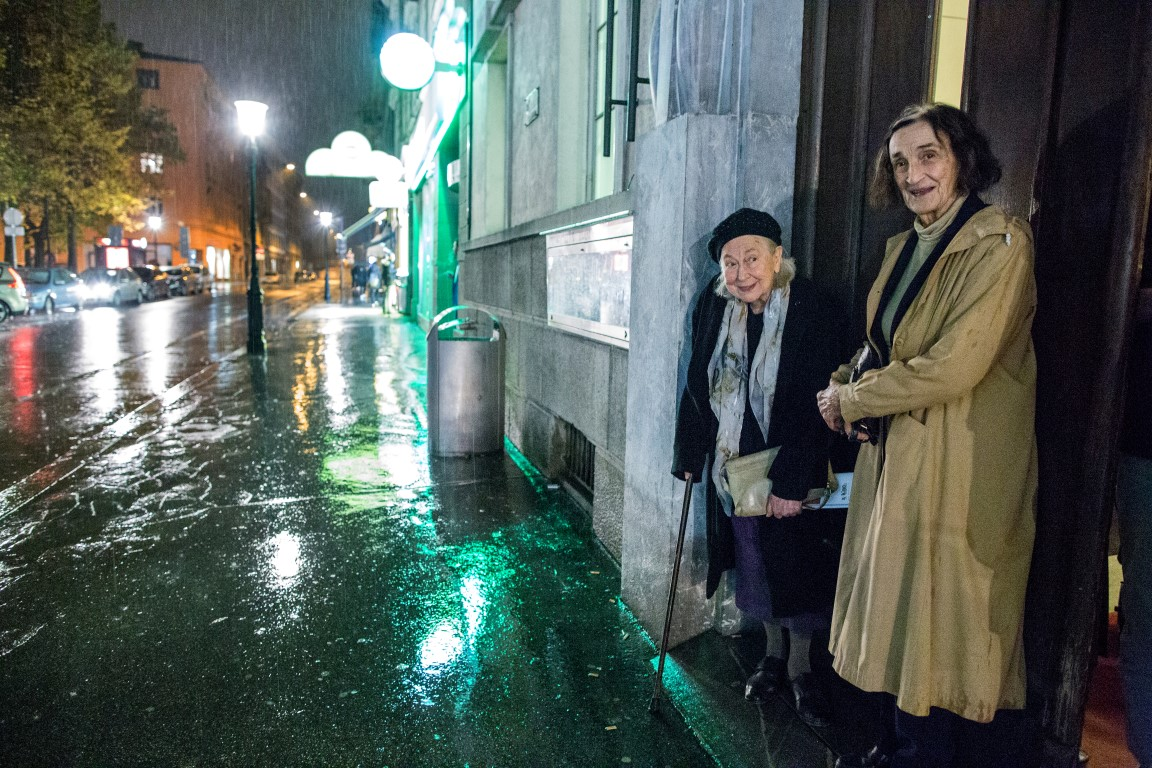
En 2016 avec Štefka Drolc (en)

## Filmographie sélective
- 1973 : Cvetje v jeseni (film) (sl) de Matjaž Klopčič (en)
- 1980 : See You in the Next War (en) de Živojin Pavlović
- 2009 : 9:06 d'Igor Šterk (sl)